# Hôtel de Caumont

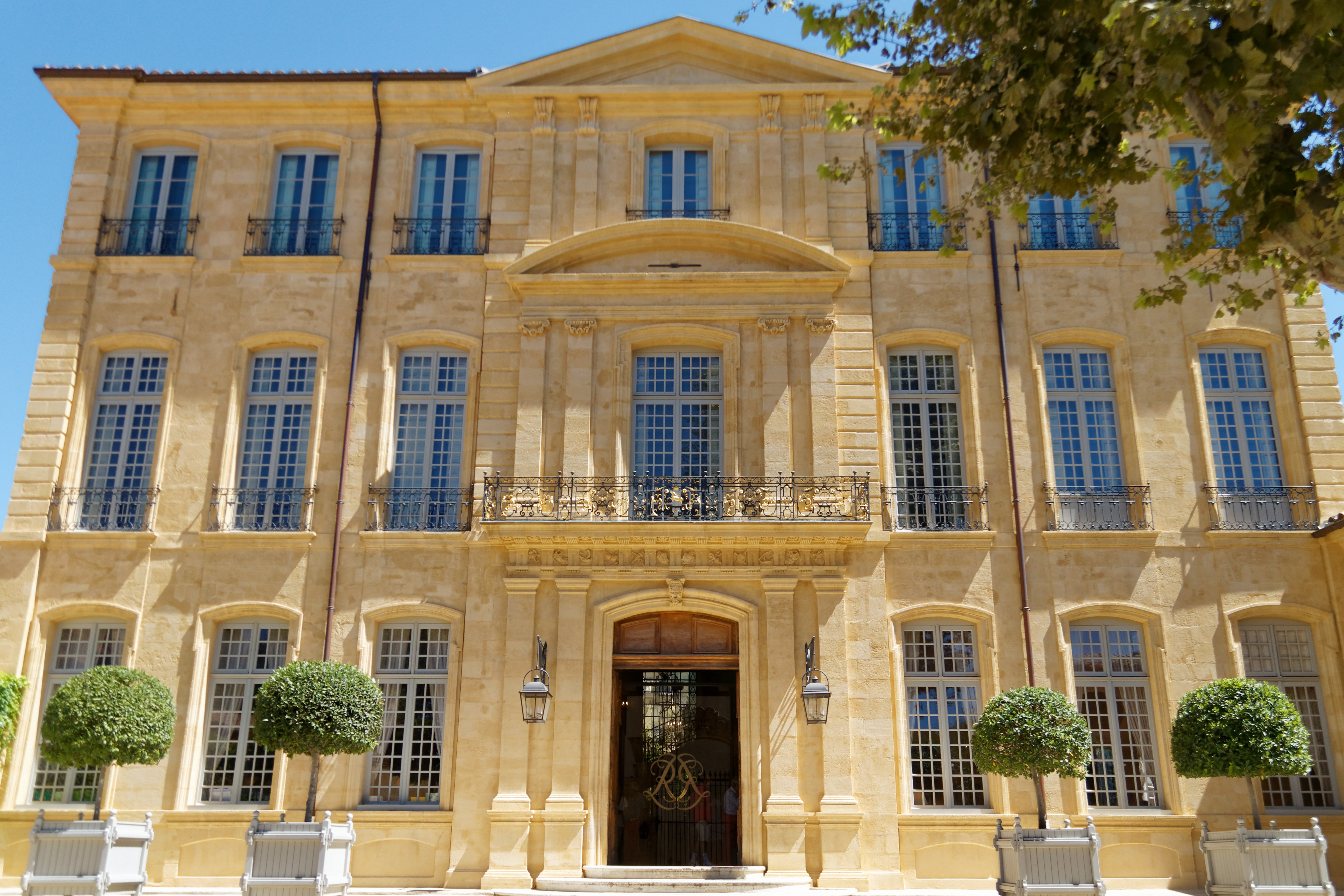
Hôtel de Caumont in Aix-en-Provence

Das Hôtel de Caumont ist ein ehemaliges Adelspalais im Stil des klassizistischen Barock im Zentrum der südfranzösischen Großstadt Aix-en-Provence. Seit dem Jahr 1990 ist es als Monument historique anerkannt.

## Lage

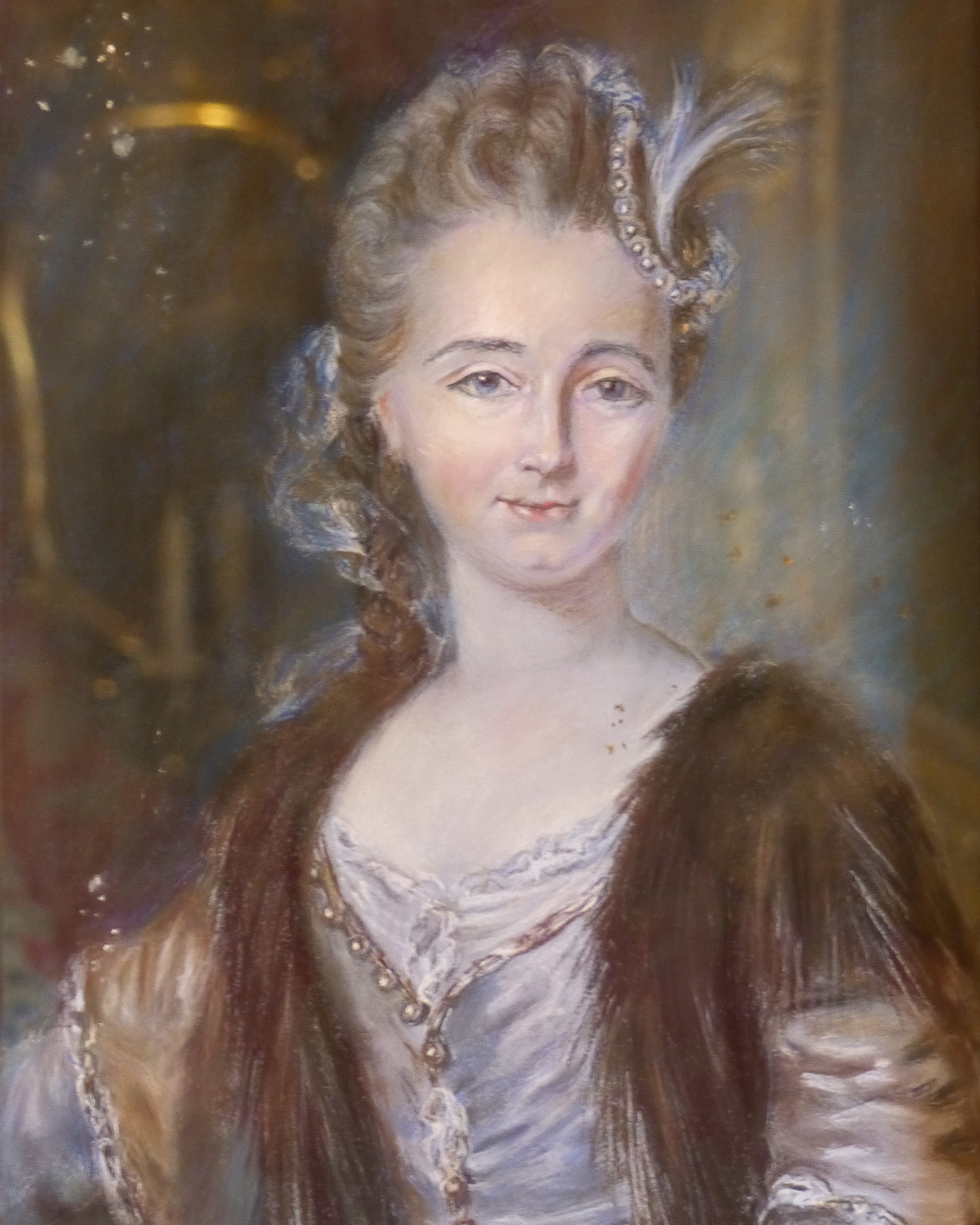
Porträt von Pauline de Bruny de la Tour d’Aigues (1767–1850), verh. Caumont

Das Hôtel de Caumont liegt in der Rue Joseph Cabassol No. 1 im Quartier Mazarin von Aix-en-Provence. Gärten und einige mit historischen Möbeln und Gemälden ausgestattete Räume sind zu besichtigen.

## Geschichte

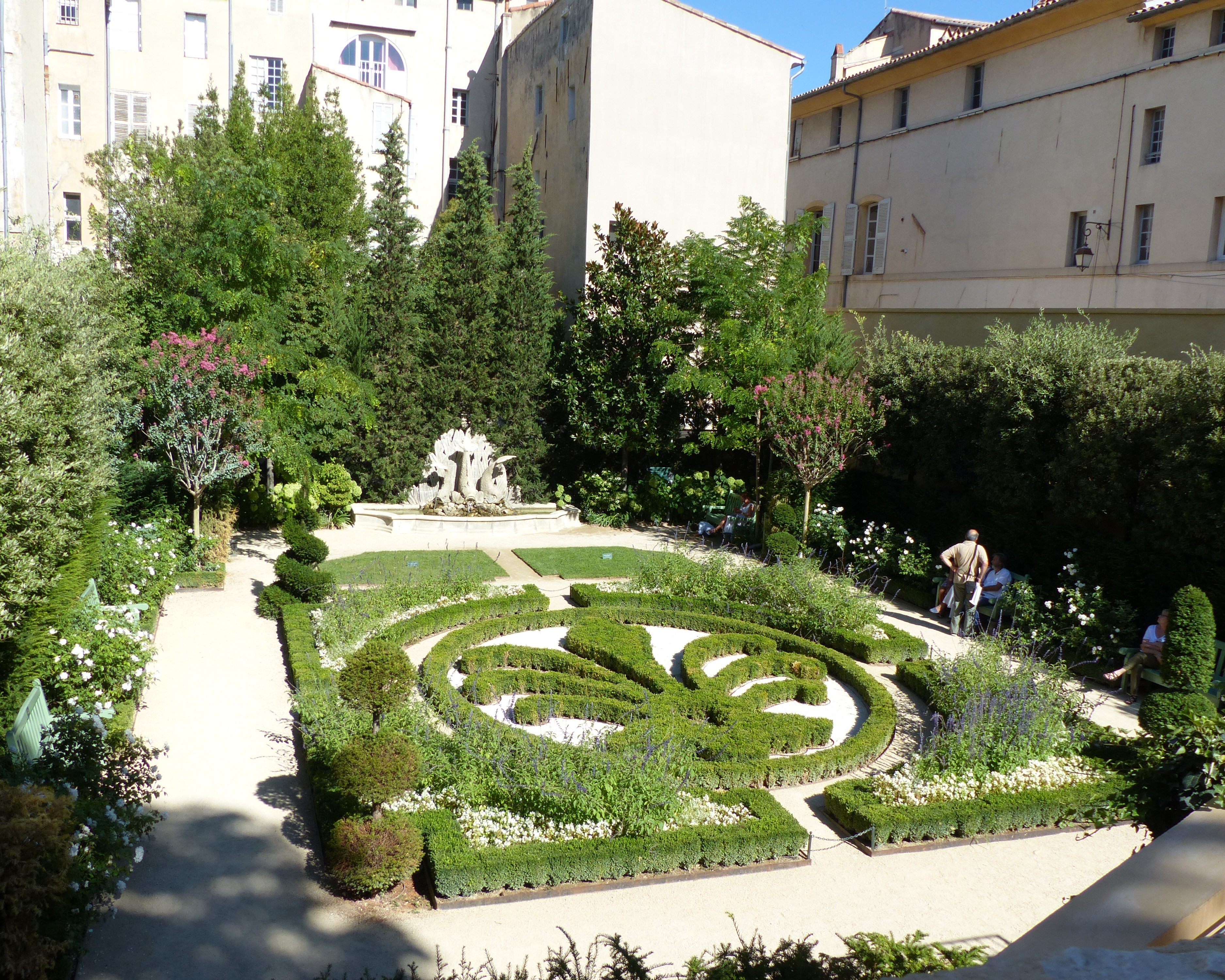
Hôtel de Caumont – Garten

Das Hôtel de Caumont wurde in den Jahren 1715 bis 1742 von den Architekten Robert de Cotte (1656–1735) und Georges Vallon (1688–1767) für François Rolland de Réauville de Tertulle, Marquis von Cabannes, geplant und erbaut. Nach mehreren Besitzern kam es im Jahr 1796 durch Eheschließung an den Marquis Amable-Victor-Joseph-François de Paule de Seytres de Caumont (1764–1841). Dessen Ehe mit der drei Jahre jüngeren Pauline de Bruny de la Tour d’Aigues (1767–1850) blieb kinderlos und so wurde das Palais an die Cousins und Cousinen der letzten Besitzerin vererbt. Im Jahr 1964 verkaufte es der letzte Nachfahre General Isembart de Caumont an die Stadt Aix, die es zeitweise an die Poste de France vermietete. Von 1970 bis 2013 beherbergte das Gebäude eine Musikschule. Im Jahr 2013 wurde es von der Institution Culturespaces erworben, restauriert und am 6. Mai 2015 als Ausstellungs- und Veranstaltungshaus wiedereröffnet.

## Architektur und Garten
Der zur Straße hin mit einem Vorhof versehene etwa 15 m breite dreigeschossige Baukörper ist durch einen leicht aus der Flucht hervortretenden zweigiebeligen Mittelrisalit mit seitlichen Doppelpilastern gegliedert. Auffällig sind die zahlreichen Kreuzstockfenster an allen Seiten. Der Eingang führt in ein Vestibül mit zwei muskulösen Atlanten; dahinter befindet sich ein durch ein Oberlicht erhellter Innenhof mit umgebender Treppe.
Mittelpunkt des kleinen, von den Nachbargebäuden umschlossenen Barockgartens im französischen Stil ist ein mehrblättriges Lilienmotiv aus Buchs; den Endpunkt bildet ein imposanter Brunnen mit drei kopfstehenden und geschuppten Fischwesen, die möglicherweise als Delfine zu verstehen sind.